# بيتر تايلور (مجدف)
بيتر تايلور (بالإنجليزية: Peter Taylor)‏ هو مجدف نيوزيلندي، ولد في 3 يناير 1984 في لور هوت في نيوزيلندا.

## وصلات خارجية
- بيتر تايلور على موقع الاتحاد الدولي للتجديف (الإنجليزية)
- بيتر تايلور على موقع اللجنة الأولمبية الدولية (الإنجليزية)
- بيتر تايلور على موقع أوليمبيديا (الإنجليزية)
- بيتر تايلور على موقع اللجنة الأولمبية النيوزيلندية (الإنجليزية)